# My Boys/Episodenliste
Diese Episodenliste enthält alle Episoden der US-amerikanischen Comedyserie My Boys, sortiert nach der US-amerikanischen Erstausstrahlung. Die Fernsehserie umfasst insgesamt vier Staffeln mit 49 Episoden von jeweils etwa 22 Minuten Länge.

## Übersicht
| Staffel | Episodenanzahl | Erstausstrahlung USA | Erstausstrahlung USA | Deutschsprachige Erstausstrahlung | Deutschsprachige Erstausstrahlung |
| Staffel | Episodenanzahl | Staffelpremiere      | Staffelfinale        | Staffelpremiere                   | Staffelfinale                     |
| ------- | -------------- | -------------------- | -------------------- | --------------------------------- | --------------------------------- |
| 1       | 22             | 28. November 2006    | 7. September 2007    | 21. März 2009                     | 5. September 2009                 |
| 2       | 9              | 12. Juni 2008        | 7. August 2008       | 24. März 2012                     | 19. Mai 2012                      |
| 3       | 9              | 31. März 2009        | 23. Mai 2009         | 26. Mai 2012                      | 25. August 2012                   |
| 4       | 9              | 25. Juli 2010        | 12. September 2010   | 1. September 2012                 | 17. November 2012                 |

## Staffel 1
Die Erstausstrahlung der ersten Staffel war vom 28. November 2006 bis zum 7. September 2007 auf dem US-amerikanischen Fernsehsender TBS zu sehen. Die deutschsprachige Erstausstrahlung sendete der österreichische Free-TV-Sender ORF eins vom 21. März bis zum 5. September 2009.
| Nr. (ges.) | Nr. (St.) | Deutscher Titel         | Originaltitel               | Erstausstrahlung USA | Deutschsprachige Erstausstrahlung (A) | Regie                 | Drehbuch                       |
| ---------- | --------- | ----------------------- | --------------------------- | -------------------- | ------------------------------------- | --------------------- | ------------------------------ |
| 1          | 1         | Dream Team              | Pilot                       | 28. Nov. 2006        | 21. März 2009                         | Barnet Kellman        | Betsy Thomas                   |
| 2          | 2         | Eingespielt             | Mixed Signals               | 28. Nov. 2006        | 28. März 2009                         | Barnet Kellman        | Betsy Thomas                   |
| 3          | 3         | Wenn die Chemie stimmt… | Team Chemistry              | 5. Dez. 2006         | 4. Apr. 2009                          | Matthew Diamond       | Cindy Caponera                 |
| 4          | 4         | Formtief                | The Slump                   | 5. Dez. 2006         | 11. Apr. 2009                         | Victor Nelli, Jr.     | Eric Gilliland                 |
| 5          | 5         | Eine andere Liga        | The Show                    | 12. Dez. 2006        | 18. Apr. 2009                         | Robert Duncan McNeill | Rick Singer                    |
| 6          | 6         | Fremdkörper             | Clubhouse Poison            | 12. Dez. 2006        | 25. Apr. 2009                         | Arlene Sanford        | Courtney Lilly                 |
| 7          | 7         | Fehleinkauf             | Free Agent                  | 19. Dez. 2006        | 2. Mai 2009                           | Victor Nelli, Jr.     | Rob Ulin                       |
| 8          | 8         | Superstars              | Superstar Treatment         | 19. Dez. 2006        | 9. Mai 2009                           | Arvin Brown           | Brendan Smith                  |
| 9          | 9         | Die Manager             | Managers                    | 26. Dez. 2006        | 16. Mai 2009                          | Don Scardino          | Courtney Lilly                 |
| 10         | 10        | Opfer fürs Team         | Take One for the Team       | 26. Dez. 2006        | 23. Mai 2009                          | Keith Truesdell       | Eric Gilliland                 |
| 11         | 11        | Abgehalftert            | When Heroes Fall From Grace | 27. Dez. 2006        | 30. Mai 2009                          | Barnet Kellman        | Cindy Caponera                 |
| 12         | 12        | Überrumpelt             | Released                    | 27. Dez. 2006        | 6. Juni 2009                          | David Trainer         | Rick Singer                    |
| 13         | 13        | Legenden                | Baseball Myths              | 28. Dez. 2006        | 13. Juni 2009                         | Arlene Sanford        | Courtney Lilly & Brendan Smith |
| 14         | 14        | Die neue Saison         | Promise of a New Season     | 30. Juli 2007        | 20. Juni 2009                         | Victor Nelli, Jr.     | Betsy Thomas                   |
| 15         | 15        | Ein schlechter Tag      | Off Day                     | 30. Juli 2007        | 27. Juni 2009                         | Barnet Kellman        | Brendan Smith                  |
| 16         | 16        | Berufsethos             | Ethics                      | 6. Aug. 2007         | 4. Juli 2009                          | Arlene Sanford        | Eric Gilliland                 |
| 17         | 17        | Sparkurs                | Dirty Little Secrets        | 13. Aug. 2007        | 18. Juli 2009                         | Victor Nelli, Jr.     | Sebastian Jones                |
| 18         | 18        | Chancenlos              | Second Chances              | 20. Juli 2007        | 25. Juli 2009                         | Barnet Kellman        | Courtney Lilly                 |
| 19         | 19        | Abgehoben               | Douchebag in the City       | 27. Juli 2007        | 1. Aug. 2009                          | Arlene Sanford        | Ethan Sandler & Adrian Wenner  |
| 20         | 20        | Der Lauf des Lebens     | The Estates of Hoffman      | 3. Sep. 2007         | 22. Aug. 2009                         | Rob Greenberg         | Mark Stegemann                 |
| 21         | 21        | 110 Prozent             | 110 Percent Solution        | 10. Sep. 2007        | 29. Aug. 2009                         | Victor Nelli, Jr.     | Eric Gilliland                 |
| 22         | 22        | Hauptsache Italien      | Rome, If You Want To        | 10. Sep. 2007        | 5. Sep. 2009                          | Betsy Thomas          | Sebastian Jones                |

## Staffel 2
Die Erstausstrahlung der zweiten Staffel wurde vom 12. Juni bis zum 7. August 2008 auf dem US-amerikanischen Fernsehsender TBS gesendet. Die deutschsprachige Erstausstrahlung sendete der österreichische Free-TV-Sender ORF eins vom 24. März bis zum 19. Mai 2012.
| Nr. (ges.) | Nr. (St.) | Deutscher Titel           | Originaltitel             | Erstausstrahlung USA | Deutschsprachige Erstausstrahlung (A) | Regie          | Drehbuch        |
| ---------- | --------- | ------------------------- | ------------------------- | -------------------- | ------------------------------------- | -------------- | --------------- |
| 23         | 1         | Nix Amore in Italia       | The Transitioning         | 12. Juni 2008        | 24. März 2012                         | Barnet Kellman | Betsy Thomas    |
| 24         | 2         | Heja Elsa                 | Dinner Party              | 19. Juni 2008        | 31. März 2012                         | David Trainer  | Sebastian Jones |
| 25         | 3         | Lauter schönste Hemden    | The Shirt Contest         | 26. Juni 2008        | 7. Apr. 2012                          | Barnet Kellman | Brendan Smith   |
| 26         | 4         | Meister der Improvisation | Spit Take                 | 3. Juli 2008         | 14. Apr. 2012                         | Paul Maibaum   | Adrian Wenner   |
| 27         | 5         | Der Kopiersklave          | Take My Work Wife…Please  | 10. Juli 2008        | 21. Apr. 2012                         | Barnet Kellman | Courtney Lilly  |
| 28         | 6         | Schnee von gestern        | Dudes Being Dudes         | 17. Juli 2008        | 28. Apr. 2012                         | Arlene Sanford | Corey Nickerson |
| 29         | 7         | Bruderküsse               | Opportunity Knocks        | 24. Juli 2008        | 5. Mai 2012                           | Rob Greenberg  | Brendan Smith   |
| 30         | 8         | Jack und Bobby            | Jack & Bobby              | 31. Juli 2008        | 12. Mai 2012                          | Arlene Sanford | Corey Nickerson |
| 31         | 9         | Liebhaber und Fremde      | John, Cougar, Newman Camp | 7. Aug. 2008         | 19. Mai 2012                          | Betsy Thomas   | Sebastian Jones |

## Staffel 3
Die Erstausstrahlung der dritten Staffel fand vom 31. März bis zum 26. Mai 2008 auf dem US-amerikanischen Fernsehsender TBS statt. Die deutschsprachige Erstausstrahlung sendete der österreichische Free-TV-Sender ORF eins vom 26. Mai bis zum 25. August 2012.
| Nr. (ges.) | Nr. (St.) | Deutscher Titel                 | Originaltitel              | Erstausstrahlung USA | Deutschsprachige Erstausstrahlung (A) | Regie          | Drehbuch                       |
| ---------- | --------- | ------------------------------- | -------------------------- | -------------------- | ------------------------------------- | -------------- | ------------------------------ |
| 32         | 1         | Hochzeit auf schwedisch         | Welcome Back, Kalla Fötter | 31. März 2009        | 26. Mai 2012                          | Betsy Thomas   | Sebastian Jones                |
| 33         | 2         | Unter Beobachtung               | Private Eyes               | 7. Apr. 2009         | 2. Juni 2012                          | Rob Greenberg  | Maggie Bandur                  |
| 34         | 3         | Ja…Aha!                         | The Boyfriend Hat          | 14. Apr. 2009        | 9. Juni 2012                          | Barnet Kellman | Courtney Lilly                 |
| 35         | 4         | Männer sind öde!                | Decathlon: Part Deux       | 21. Apr. 2009        | 23. Juni 2012                         | Phil Traill    | Brendan Smith                  |
| 36         | 5         | Gefährliche Freundin            | Carpe Burritoem            | 28. Apr. 2009        | 30. Juni 2012                         | Arlene Sanford | Adrian Wenner                  |
| 37         | 6         | Schönwettergeschichten          | Madder of Degrees          | 5. Mai 2009          | 7. Juli 2012                          | Rob Greenberg  | Sebastian Jones                |
| 38         | 7         | Mensch gegen Maschine           | Facebook the Past          | 12. Mai 2009         | 11. Aug. 2012                         | Arlene Sanford | Courtney Lilly & Marcia Fields |
| 39         | 8         | Wer braucht schon neue Freunde? | Friends of Friends         | 19. Mai 2009         | 18. Aug. 2012                         | Fred Savage    | Maggie Bandur                  |
| 40         | 9         | Frühling in Arizona             | Spring Training            | 26. Mai 2009         | 25. Aug. 2012                         | Phil Traill    | Adrian Wenner & Brendan Smith  |

## Staffel 4
Die Erstausstrahlung der vierten Staffel war zwischen dem 25. Juli und dem 12. September 2010 auf dem US-amerikanischen Fernsehsender TBS zu sehen. Die deutschsprachige Erstausstrahlung sendete der österreichische Free-TV-Sender ORF eins vom 1. September bis zum 17. November 2012.
| Nr. (ges.) | Nr. (St.) | Deutscher Titel              | Originaltitel           | Erstausstrahlung USA | Deutschsprachige Erstausstrahlung (A) | Regie             | Drehbuch                      |
| ---------- | --------- | ---------------------------- | ----------------------- | -------------------- | ------------------------------------- | ----------------- | ----------------------------- |
| 41         | 1         | Perfekte Pokerpartner        | Addition By Subtraction | 25. Juli 2010        | 1. Sep. 2012                          | Betsy Thomas      | Sebastian Jones               |
| 42         | 2         | Ein Abend mit Stil           | Gourmets and Confused   | 25. Juli 2010        | 8. Sep. 2012                          | Mark Stegemann    | Adrian Wenner                 |
| 43         | 3         | Willkommen in den Vierzigern | Mike-Fest               | 1. Aug. 2010         | 15. Sep. 2012                         | Eric Gilliland    | Brendan Smith                 |
| 44         | 4         | Hundert Männersachen         | Be a Man!               | 8. Aug. 2010         | 29. Sep. 2012                         | David Trainer     | Maggie Bandur                 |
| 45         | 5         | NAP                          | The NTO                 | 15. Aug. 2010        | 6. Okt. 2012                          | Millicent Shelton | Ethan Sandler                 |
| 46         | 6         | Ordnung im Schrank           | Hanger Management       | 22. Aug. 2010        | 13. Okt. 2012                         | David Trainer     | Sebastian Jones               |
| 47         | 7         | Die Gunst der Stunde         | Puss ‘N’ Glutes         | 5. Sep. 2010         | 3. Nov. 2012                          | Arlene Sanford    | Maggie Bandur & Adrian Wenner |
| 48         | 8         | Schöner wohnen!              | Extreme Mike-Over       | 12. Sep. 2010        | 10. Nov. 2012                         | David Trainer     | Ethan Sandler & Brendan Smith |
| 49         | 9         | Der letzte Absacker          | My Men                  | 12. Sep. 2010        | 17. Nov. 2012                         | Betsy Thomas      | Betsy Thomas                  |